# Norton-le-Clay
Norton-le-Clay est un village et une paroisse civile du Yorkshire du Nord, en Angleterre.